# Confederação Brasileira de Pentatlo Moderno
A Confederação Brasileira de Pentatlo Moderno é uma entidade oficial que regulamenta o pentatlo moderno no Brasil. Foi fundada em 2001, para aproveitar novas verbas advindas da Lei Agnelo/Piva. Até então o esporte era  dirigido pela Confederação Brasileira de Desportos Terrestres.